# 張賢秀
張 賢秀（チャン・ヒョンス、장현수、1991年9月28日 - ） は、大韓民国・ソウル特別市出身のプロサッカー選手。現在はアル・ガラファ所属。ポジションはディフェンダー（センターバック）、ミッドフィールダー。元韓国代表。

## 経歴

### クラブ
2007年、慶熙高等学校へ進学。同年の金錫杯全国学生大会で優勝し、1年生ながら最優秀選手賞に選出された。3年生時にはフォワードも務め、マルチプレイヤーとして力を磨いた。
2010年に延世大学校へ進学。センターバックへポジションを戻すと、落ち着いたプレーで守備陣をリード。堅守を築き同年のUリーグで優勝を果たした。同期には白星東、朴台洪など。
パスワークやビルドアップを高めたいという考えからJリーグ入りを熱望し、2012年よりFC東京に加入。DF加賀健一の負傷退場を機に出場機会を掴んだ。本職はCBだが、スピードに優れる一方でDFラインを高く保つことに不慣れであることなどから、SBでも起用された。10月27日のJ1第30節札幌戦でプロ入り後初得点を挙げた。2013年はCB森重真人のパートナーとして レギュラーを確保。持ち前の強さに上手さをプラスする2年間となった。
2014年、中国スーパーリーグの広州富力足球倶楽部へ完全移籍。当初広州は同年開催のアジア競技大会出場を許していなかったが、スヴェン＝ゴラン・エリクソン監督からチームでの活躍を認められ「張の未来のために」と出場を後押しされた。2015年7月には2019年までの長期契約を締結。2016年にはリオデジャネイロオリンピックに出場すべくドラガン・ストイコビッチ監督に直談判して リーグ戦から離脱。復帰後は、長短ともに正確なパスで後方から攻撃の起点となった。2017年は外国籍選手出場枠の削減により 欠場が続いた。
2017年7月12日、FC東京に完全移籍で加入し、4季ぶりの復帰を果たした。2017年9月16日対ベガルタ仙台戦で太田宏介のCKからヘディングで復帰後初ゴールを挙げた。
2018年はFC東京のキャプテンを務めた。
2019年5月22日に行われたルヴァンカップグループステージ第6節サガン鳥栖戦において後半76分、コーナーキックの競り合いの場面で鳥栖MF原川力の顔に肘打ちし、規律委員会より「選手に対する暴行・脅迫および一般大衆に対する挑発行為」に該当すると判断し、リーグ戦2試合の出場停止処分が言い渡された。7月13日、サウジアラビアのアル・ヒラルへ移籍する事を発表した。
2023年6月にリンパ節に良性の腫瘍が見つかり、一足早くシーズンを終了。同年6月に契約満了となる中、再契約しない事で大筋合意。病気判明前までは、契約延長の方向で議論が進んでいた。それでもアル・ヒラルはクラブに対するチャン・ヒョンスの貢献度を高く評価。退団後も母国の韓国で治療を受けられるように、医療費の全額支援を決定。
2023年7月5日、正式にアル・ヒラルを退団する事が発表された。

### 代表
2009年、高校生ながら飛び級で洪明甫率いるU-20代表に招集されたが、本領を発揮できず、同年のFIFA U-20ワールドカップの代表メンバーには残れなかった。
しかし、この経験から2010年より李光鍾 (Lee Kwang-jong) 率いるU-19代表で主将を任されるようになる。同年のAFC U-19選手権では準々決勝で日本を下し ベスト4入り。2011年のFIFA U-20ワールドカップでもU-20代表の主将を務めリーダーシップを発揮。黄渡然 (Hwang Do-yeon) とCBを組み、同チームのベスト16入りに貢献した。
大会後、U-22代表となった洪明甫のチームに再合流し、ロンドンオリンピックを目指す。洪正好と金英權に続く第3CBという立場ではあったが 洪の負傷も重なって、オリンピック本大会のU-23代表メンバーに選出された。主力として期待されるも、代表合流後に仁川コレイルとの練習試合で負傷し登録から外れた。
2013年1月、A代表に初招集された。同年6月のFIFAワールドカップアジア最終予選・イラン戦で国際Aマッチ初出場。崔康熙代表監督からは、守備力に加えてテクニックやパス精度にも優れていると評価されて守備的MFに配され、イランのエースであるジャバド・ネクナムのマークを担った。同年7月、東アジアカップ2013に出場。
2014年のFIFAワールドカップでは予備登録に留まったが、同年9月開催のアジア競技大会ではオーバーエイジ3名が加わった中でも李光鍾によって再び主将を任された。同大会では日本戦でのPKを含む2得点を挙げ、守備陣のリーダーとしても 全7試合無失点という粘り強さで チームを28年ぶりの優勝に導いた。
2015年は、AFCアジアカップ2015でCB・ボランチのバックアッパーとして守備固め及び奇誠庸を前線に上げるための攻撃の一手として重宝がられたのに始まり、東アジアカップ2015では日本代表戦での国際Aマッチ初得点を含む活躍で優勝とMVPの2タイトルを獲得。さらに車ドゥリ引退後の右SBにも抜擢された。自身を「地味」「ゲームで言えば平均能力値50」と評しつつも、複数のポジションを柔軟にこなしウリ・シュティーリケ監督から絶大な信頼を寄せられて出場時間を大きく伸ばした。
前述の通りロンドンオリンピックには出場できなかったが、2016年6月、リオデジャネイロオリンピックの韓国代表にオーバーエイジ枠で選出された。申台龍監督は主将候補に張と孫興民を挙げていたが、張に選手の支持が集まったため 同大会の主将を務めた。ユーティリティー性を活かし味方選手の負傷にも柔軟に対応、選手間のミーティングを主導し 若いチームを支えた。
2017年9月に韓国代表の副キャプテンに就任し、キャプテンの奇誠庸が不在の時は、主将としてチームをまとめた。12月に開催されたE-1選手権 2017では主将として、チームを優勝に導き、自身も大会最優秀ディフェンダー賞を獲得した。
2018年10月、兵役免除の際の社会奉仕活動について、義務時間より短い活動時間だったにもかかわらず、本来と変わらない時間活動したと虚偽の申告をしていたことが発覚。翌月、代表からの永久追放と罰金300万円がKFAにより確定したと報じられた。

## エピソード
- 2014年8月、広州富力のチームメートである朴鍾佑に指名されてアイス・バケツ・チャレンジを行った。金基熙、楊秀珍（女子ゴルファー）、森重真人の3名を指名[51][52]。
- 左腕のタトゥーにはノーマン・ヴィンセント・ピール (Norman Vincent Peale) の言葉を刻んでいる[53]。
- 女子バレーボール選手のキム・ヨンギョンとはエージェントが同じで親しく、2014年アジア競技大会の健闘を称え合った[18]。

## 所属クラブ
ユース経歴
- 2007年 - 2009年 慶熙高等学校[1]
- 2010年 - 2011年 延世大学校[1]

プロ経歴
- 2012年 - 2013年 FC東京
- 2014年 - 2017年7月 広州富力足球倶楽部
- 2017年7月 - 2019年7月 FC東京
- 2019年7月 - アル・ヒラル

## 個人成績
| 国内大会個人成績 | 国内大会個人成績 | 国内大会個人成績 | 国内大会個人成績 | 国内大会個人成績 | 国内大会個人成績 | 国内大会個人成績    | 国内大会個人成績    | 国内大会個人成績 | 国内大会個人成績 | 国内大会個人成績 | 国内大会個人成績 |
| 年度             | クラブ           | 背番号           | リーグ           | リーグ戦         | リーグ戦         | リーグ杯            | リーグ杯            | オープン杯       | オープン杯       | 期間通算         | 期間通算         |
| 年度             | クラブ           | 背番号           | リーグ           | 出場             | 得点             | 出場                | 得点                | 出場             | 得点             | 出場             | 得点             |
| 韓国             | 韓国             | 韓国             | 韓国             | リーグ戦         | リーグ戦         | リーグ杯            | リーグ杯            | FA杯             | FA杯             | 期間通算         | 期間通算         |
| ---------------- | ---------------- | ---------------- | ---------------- | ---------------- | ---------------- | ------------------- | ------------------- | ---------------- | ---------------- | ---------------- | ---------------- |
| 2011             | 延世大           | 4                | -                | -                | -                | -                   | -                   |                  | 1                |                  | 1                |
| 日本             | 日本             | 日本             | 日本             | リーグ戦         | リーグ戦         | リーグ杯            | リーグ杯            | 天皇杯           | 天皇杯           | 期間通算         | 期間通算         |
| 2012             | FC東京           | 30               | J1               | 14               | 2                | 0                   | 0                   | 0                | 0                | 14               | 2                |
| 2013             | FC東京           | 30               | J1               | 26               | 2                | 2                   | 0                   | 3                | 0                | 31               | 2                |
| 中国             | 中国             | 中国             | 中国             | リーグ戦         | リーグ戦         | リーグ杯            | リーグ杯            | FA杯             | FA杯             | 期間通算         | 期間通算         |
| 2014             | 広州富力         | 15               | 超級             | 23               | 1                | -                   | -                   | 1                | 0                | 24               | 1                |
| 2015             | 広州富力         | 15               | 超級             | 16               | 1                | -                   | -                   | 1                | 0                | 17               | 1                |
| 2016             | 広州富力         | 22               | 超級             | 24               | 1                | -                   | -                   | 4                | 0                | 28               | 1                |
| 2017             | 広州富力         | 22               | 超級             | 1                | 0                | -                   | -                   | 1                | 0                | 2                | 0                |
| 日本             | 日本             | 日本             | 日本             | リーグ戦         | リーグ戦         | リーグ杯            | リーグ杯            | 天皇杯           | 天皇杯           | 期間通算         | 期間通算         |
| 2017             | FC東京           | 14               | J1               | 11               | 2                | 0                   | 0                   | -                | -                | 11               | 2                |
| 2018             | FC東京           | 48               | J1               | 24               | 2                | 1                   | 0                   | 1                | 0                | 26               | 2                |
| 2019             | FC東京           | 20               | J1               | 13               | 0                | 2                   | 0                   | 0                | 0                | 15               | 0                |
| サウジアラビア   | サウジアラビア   | サウジアラビア   | サウジアラビア   | リーグ戦         | リーグ戦         | リーグ杯            | リーグ杯            | オープン杯       | オープン杯       | 期間通算         | 期間通算         |
| 2019-20          | アル・ヒラル     | 20               | 1部              |                  |                  |                     |                     |                  |                  |                  |                  |
| 通算             | 韓国             | 韓国             | 他               | -                | -                | -\|\|\|\|1\|\|\|\|1 | -\|\|\|\|1\|\|\|\|1 |                  |                  |                  |                  |
| 通算             | 日本             | 日本             | J1               | 88               | 8                | 5                   | 0                   | 4                | 0                | 97               | 8                |
| 通算             | 中国             | 中国             | 超級             | 63               | 3                | -                   | -                   | 7                | 0                | 70               | 3                |
| 通算             | サウジアラビア   | サウジアラビア   | 1部              |                  |                  |                     |                     |                  |                  |                  |                  |
| 総通算           | 総通算           | 総通算           | 総通算           | 151              | 11               | 5                   | 0                   | 11               | 1                | 165              | 12               |

| 国際大会個人成績 | 国際大会個人成績 | 国際大会個人成績 | 国際大会個人成績 | 国際大会個人成績 |
| 年度             | クラブ           | 背番号           | 出場             | 得点             |
| AFC              | AFC              | AFC              | ACL              | ACL              |
| ---------------- | ---------------- | ---------------- | ---------------- | ---------------- |
| 2012             | FC東京           | 30               | 5                | 0                |
| 2015             | 広州富力         | 15               | 5                | 1                |
| 2019             | アル・ヒラル     | 20               | 8                | -                |
| 2020             | アル・ヒラル     | 20               | 5                | -                |
| 2021             | アル・ヒラル     | 20               | 10               | -                |
| 2022             | アル・ヒラル     | 20               | 8                | 1                |
| 通算             | AFC              | AFC              | 43               | 2                |

その他の公式戦出場
- 2015年 - AFCチャンピオンズリーグ プレーオフ　2試合1得点

出場歴
- 2012年03月06日：公式戦初出場 - AFCチャンピオンズリーグ2012グループリーグ第1節 vsブリスベン・ロアーFC (ブリスベン)
- 2012年04月08日：Jリーグ初出場 - J1第05節 vs川崎フロンターレ (等々力)[1]
- 2012年10月27日：Jリーグ初得点 - J1第30節 vsコンサドーレ札幌 (味の素)[1]
- 2014年03月09日：中国超級初出場 - 第01節 vs天津泰達足球倶楽部 (天津)[54]
- 2014年10月19日：中国超級初得点 - 第28節 vs山東魯能泰山足球倶楽部 (済南)[55]

## 代表歴
- 2013年6月18日：国際Aマッチ初出場 - 2014 FIFAワールドカップ・アジア4次予選 vsイラン代表 (蔚山文殊サッカー競技場)
- 2015年8月05日：国際Aマッチ初得点 - 東アジアカップ2015 vs日本代表 (武漢体育中心)

### 出場大会など
- U-18韓国代表
  - 2009年 AFC U-19選手権2010 (予選)
- U-19韓国代表
  - 2010年 UAE4ヵ国親善大会 (優勝)、AFF U-19 4ヵ国親善大会 (3位)、AFC U-19選手権 (ベスト4)
- U-20韓国代表
  - 2009年
  - 2011年 水原国際ユース大会 (3位)、FIFA U-20ワールドカップ (ベスト16)
- U-22韓国代表
  - 2011年 ロンドンオリンピックアジア二次予選、最終予選
- U-23韓国代表
  - 2012年 タイ・キングスカップ (優勝)、ロンドンオリンピックアジア最終予選、ロンドンオリンピック (離脱)
  - 2014年 アジア競技大会 (優勝)
  - 2016年 リオデジャネイロオリンピック (オーバーエイジ)
- 韓国代表
  - 2013年 FIFAワールドカップアジア最終予選、東アジアカップ (3位)
  - 2014年 FIFAワールドカップ (予備登録[2])
  - 2015年 AFCアジアカップ (準優勝)、FIFAワールドカップアジア2次予選、東アジアカップ (優勝)
  - 2017年 東アジアカップ
  - 2018年 2018 FIFAワールドカップ

### 試合数
- 国際Aマッチ 59試合 3得点（2013年-2018年）[56]

| 韓国代表 | 国際Aマッチ | 国際Aマッチ |
| 年       | 出場        | 得点        |
| -------- | ----------- | ----------- |
| 2013     | 4           | 0           |
| 2014     | 3           | 0           |
| 2015     | 17          | 3           |
| 2016     | 9           | 0           |
| 2017     | 13          | 0           |
| 2018     | 13          | 0           |
| 通算     | 59          | 3           |

### 得点
| #  | 開催年月日     | 開催地          | 対戦国     | 勝敗 | 試合概要                               |
| -- | -------------- | --------------- | ---------- | ---- | -------------------------------------- |
| 1. | 2015年08月05日 | 中国,武漢市     | 日本       | △1-1 | 東アジアカップ2015                     |
| 2. | 2015年09月08日 | レバノン,サイダ | レバノン   | ○3-0 | 2018 FIFAワールドカップ・アジア2次予選 |
| 3. | 2015年11月12日 | 韓国,水原市     | ミャンマー | ○4-0 | 2018 FIFAワールドカップ・アジア2次予選 |